# 카타퀴구

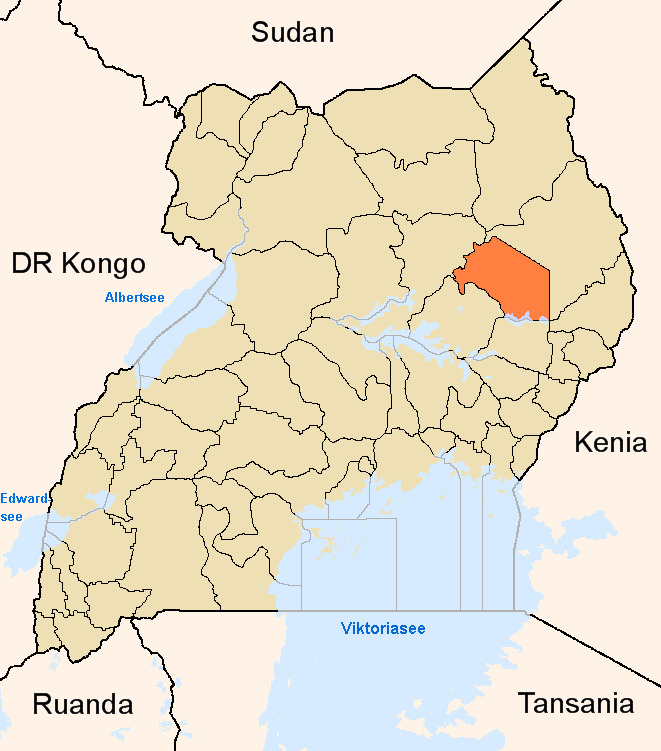
카타퀴 구의 위치

카타퀴구(Katakwi)는 우간다 북동부에 위치한 구로, 행정 중심지는 카타퀴이며 면적은 2,507km2, 인구는 123,215명(2002년 인구 조사 기준)이다.
행정 구역상으로는 동부 주에 속하며 1개 군(우수크 군)을 관할한다. 남쪽으로는 쿠미 구, 동쪽으로는 모로토 구, 나카피리피리트 구와 접한다.

## 같이 보기
- 동부주 (우간다)
- 우간다의 행정 구역